# 글렌 드로버

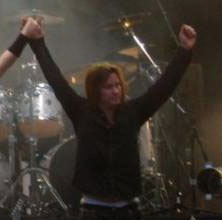

글렌 드로버(Glen Drover, 1969년 5월 25일 ~ )는 헤비 메탈 기타 연주자로, 미시소거에서 태어났다.

## 밴드
- 킹 다이아몬드 (밴드) (1998-2000)
- 메가데스 (2004-2008)
- 테스터먼트 (밴드) (2008년 10월-2010년 3월/투어)